# N-elipsa

Przykłady 3-elipsy dla trzech danych ognisk

W geometrii n-elipsa jest uogólnieniem elipsy o więcej niż dwóch ogniskach. n-elipsa bywa również nazywa elipsą wieloogniskową, polielipsą i k-elipsą. Jako pierwszy badał je James Clerk Maxwell w roku 1846.
Dla danych n punktów ogniskowych {\displaystyle \left(u_{i},v_{i}\right)} na płaszczyźnie n-elipsa jest zbiorem punktów takich, że suma odległości do n ognisk jest stała i wynosi d. Symbolicznie zapisując, jest to zbiór
{\displaystyle \left\{(x,y)\in \mathbf {R} ^{2}:\sum _{i=1}^{n}{\sqrt {(x-u_{i})^{2}+(y-v_{i})^{2}}}=d\right\}.}
1-elipsa to okrąg, 2-elipsa to po prostu elipsa. Obie są krzywymi algebraicznymi stopnia 2.
Dla dowolnej liczby n ognisk, n-elipsa jest zamkniętą krzywą wypukłą. Krzywa jest gładka, jeżeli nie przechodzi przez ognisko.
n-elipsa jest zbiorem punktów spełniających określone równanie algebraiczne. Jeśli n jest nieparzyste, stopień algebraiczny krzywej wynosi {\displaystyle 2^{n},} jeśli n jest parzyste, stopień wynosi {\displaystyle 2^{n}-{\binom {n}{n/2}}}.